# 尼古拉·波齊
尼古拉·波齊（義大利語：Nicola Pozzi；1986年6月30日—）是一位意大利足球運動員。在場上的位置是前鋒。他現在效力於意大利足球甲級聯賽球隊切沃足球俱樂部。他曾效力於桑普多利亞足球俱樂部。